# Trypauchenopsis intermedia
Trypauchenopsis intermedia är en fiskart som beskrevs av Volz, 1903. Trypauchenopsis intermedia ingår i släktet Trypauchenopsis och familjen smörbultsfiskar. Inga underarter finns listade i Catalogue of Life.